# Ernst Gronau
Ernst Gronau född 21 augusti 1887 i Meml Tyskland död 10 augusti 1938, tysk skådespelare.

## Filmografi i urval
- 1936 - Annemarie
- 1930 – Väter und Söhne
- 1927 - Die Selige Exzellenz
- 1925 - Ein Sommernachtstraum
- 1922 - Fräulein Julie
- 1920 - Genuine